# 972
| Calendário gregoriano                                                        | 972 CMLXXII                                          |
| Ab urbe condita                                                              | 1725                                                 |
| Calendário arménio                                                           | 421 – 422                                            |
| Calendário bahá'í                                                            | -872 – -871                                          |
| Calendário budista                                                           | 1516                                                 |
| Calendário chinês                                                            | 3668 – 3669 Início a 19 de janeiro (aproximadamente) |
| Calendário copta                                                             | 688 – 689                                            |
| Calendário etíope                                                            | 964 – 965                                            |
| Calendários hindus - Vikram Samvat - Calendário nacional indiano - Cáli Iuga | 1027 – 1028 893 – 894 4072 – 4073                    |
| Calendário Holoceno                                                          | 10972                                                |
| Calendário islâmico                                                          | 361 – 362                                            |
| Calendário judaico                                                           | 4732 – 4733                                          |
| Calendário persa                                                             | 350 – 351                                            |
| Calendário rúnico                                                            | 1222                                                 |
| Calendário solar tailandês                                                   | 1515                                                 |

972 (CMLXXII, na numeração romana) foi um ano bissexto do século X do Calendário Juliano, da Era de Cristo, e as suas letras dominicais foram G e F (52 semanas), teve início a uma segunda-feira e terminou a uma terça-feira.
No território que viria a ser o reino de Portugal estava em vigor a Era de César que já contava 1010 anos.
| Ano completo                            |
| --------------------------------------- |
| Ano bissexto com início à segunda-feira |

## Eventos
- A batalha de Cedynia. A primeira batalha entre a Polônia e a Alemanha. Os príncipes polacos Miecislau I e Czcibor conquistam o exercito alemão.

## Nascimentos
- 27 de Março - Rei Roberto II de França (m.1031)
- Raimundo Borel I de Barcelona, conde de Barcelona m. 1018.
- Garcia Arnaldo de Bigorre m. 1025, conde de Bigorre.

## Mortes
- Abusal Amazaspes (n 920) foi rei de Vaspuracânia, Arménia.